# プラッサー・オーストラリア
プラッサー・オーストラリア（Plasser Australia Pty Ltd）は、オーストラリアニューサウスウェールズ州に本社工場を持つプラッサー&トイラーのオセアニアディビジョンである。

## 概要
オーストラリアの鉄道向けに保線重機を納入させる目的で設立された同社は、隣国ニュージーランドや当時英国領だった香港にも納入されている。